# 雅各·卢里
雅各布·亚历山大·卢里 （英語：Jacob Alexander Lurie，1977年12月7日—），美国数学家，哈佛大学教授。

## 生平
当他还是蒙哥马利布莱尔高级中学的一名学生时，卢里就参加了国际数学奥林匹克竞赛并于1994年获得金牌。1996年他获得了西屋科学奖并且被推荐登上了《华盛顿时报》的头条。卢里在2000年得到了哈佛大学的数学学士学位并且在同一年因其在李代数领域的毕业论文得到了摩根奖。2004年，他在麻省理工学院获得了博士学位，师从迈克尔·J·霍普金，毕业论文为导出代数几何方向。2007年他成为了麻省理工学院副教授，两年后他成为了哈佛大学教授。

## 数学工作
卢里最开始的研究方向为逻辑和超现实数理论，而当时卢里还在高中。从他的论文开始，他凭借着他在无穷范畴和导出代数几何领域的工作而闻名。导出代数几何可以将同伦方法应用于代数几何中，这有两个目的：可以更深的理解代数几何 （例如相交理论）和在稳定同伦理论中代数几何方法的使用。后者是卢里在椭圆上同调领域工作的主题。无穷范畴（以André Joyal的quasi范畴的形式）在同伦论的抽象设定中起到了充当便捷的框架的作用。它们是其著作《高阶范畴理论》中的主题内容。
他的另一部分贡献是是他在拓扑场理论的一篇文章，在其中他利用无穷范畴（配边假设）的语言对扩展拓扑量子场论的分类进行初步研究。在和 Dennis Gaitsgory的合作中，他利用在代数几何设定中非阿贝尔庞加莱双重性证明函数领内的西格尔质量公式。
卢里于2014年获得数学突破奖。他同时也于2014年获得了麦克阿瑟天才奖。